# Janina Starzewska
Janina Starzewska (Leópolis, 25 de noviembre de 1926 - Jarosław, 28 de febrero de 2001) fue una arquitecta polaca.

## Primeros años
Hija de Józef y Stanisława Panas de Paczochów. Se graduó de la escuela secundaria y secundaria en Leópolis. En 1946, ella vivió en Breslavia y comenzó a estudiar en la Facultad de Arquitectura de la Universidad Tecnológica de Breslavia. Continuó sus estudios en la Escuela vespertina de ingeniería en Breslavia. En 1953, obtuvo el diploma de Ingeniera de arquitectura. 

## Trayectoria
En los años 1953-1956 trabajó como profesora en la Escuela Técnica de Edificación en Breslavia, también como directora de asuntos pedagógicos. En los años 1953-1970, fue concejal del Ayuntamiento de Breslavia. En 1970 se trasladó a Jarosław. Fue profesora en la Escuela Técnica de Edificación. Fue empleada desde por mucho tiempo del Laboratorio Estatal de Empresas para la Conservación y Museo de Monumentos en Jarosław.
Ha desarrollado una gran variedad de documentos históricos y arquitectónicos de conventos históricos en Jarosław, Biecz, Krosno, Rzeszów, así como muchos otros edificios históricos en la actual provincia de Podkarpackie. Es autora de muchas publicaciones de divulgación. 
En 1976, dirigió la Oficina de Investigación y Documentación de Monumentos en Przemyśl, y en 1977 el Departamento de Cultura del Ayuntamiento en Jarosław. En 1982, se retiró y comenzó a trabajar en el Museo de Jarosław, Kamienica Orsettich. Recolectó muchos materiales históricos sobre la historia de la vivienda del lugar. En 1990, se convirtió en la principal especialista para la restauración de monumentos en el Ayuntamiento de Jarosław. Desde el comienzo de su estancia en Jarosław, fue miembro activa de la Asociación de Amigos de Jarosław, y en los años 1973-1976, presidenta de la asociación. Fue la fundadora y primera presidenta de la Oficina de la Sociedad de Amigos de la ciudad de lviv (1989-1993). En el período 1973-1990 fue asesora en el consejo de la ciudad de Jarosław (miembro del consejo de la Ciudad de 1973-1976).

## Reconocimientos
En 1975 recibió la Cruz de Oro del Mérito.
En 1989, recibió el distintivo del Ministerio de Cultura y Arte con su equipo por el trabajo de la casa solariega en Nienadowa. 

## Familia
Su esposo fue Janusz Starzewski, y sus hijas, Jolanta Starzewska-Horska y Anna Buczek.